# 馬自達L族引擎
馬自達L族引擎是由日本馬自達汽車公司研發、生產的往復式活塞直列四缸汽油引擎，其排氣量分別從1.8L至2.5L不等，屬於舊款鑄鐵缸體的F族引擎的改良版本，自2001年起陸續發表。此外，曾經為馬自達母公司的福特汽車也使用L族引擎，並冠上Duratec之名，分別為Duratec 18 / 20 / 23和Duratec SCi等型號。
L族系列引擎均由雙頂置凸輪軸控制16氣門，中間連結著正時鏈條。2.0L/2.3L汽缸蓋以鋁矽合金製成，2.5L汽缸蓋以鋁合金製成，1.8L/2.0L/2.3L/2.5L汽缸本體皆以鋁合金製成，除2.5L外汽缸套則為鑄鐵製，2.5L採4030鋼矽合金製成，並採用S-VT可變氣門正時技術與不銹鋼排氣集管。此外，2.0L的LF-VD型與曾連續三年獲選為華德十大最佳汽車引擎（Ward's 10 Best Engines）的2.3L L3-VDT型皆具有DISI (Direct Injection Spark Inginition) 缸內直噴技術。
2010年福特以2.0L LF型引擎搭配GDI缸內直噴技術和渦輪增壓系統，發展出新式2.0L EcoBoost型引擎，並採用自行研發的進氣岐管與引擎控制系統。雖然同年10月20日馬自達宣布自隔年起不再發展MZR引擎，改以油耗表現更佳的SKYACTIV引擎取代；但是福特仍繼續生產Z族與L族引擎，以供給其Duratec和EcoBoost直列四缸引擎。

## 1.8L（L8-DE型 / L8-VE型）
排氣量1,798c.c.的L8-DE型或L8-VE型引擎之缸徑83.0mm、衝程83.1mm；最大馬力為126ps、最大扭力為17.0kg·m。車型：
1. 2002年-2008年：第一代馬自達6（歐洲）
2. 2005年-2010年：第二代馬自達5
3. 2005年-2015年：第三代MX-5（歐洲）
4. 2010年-2020年：第四代Bongo

## 2.0L（LF-DE型 / LF-VE型 / LF-VD型）

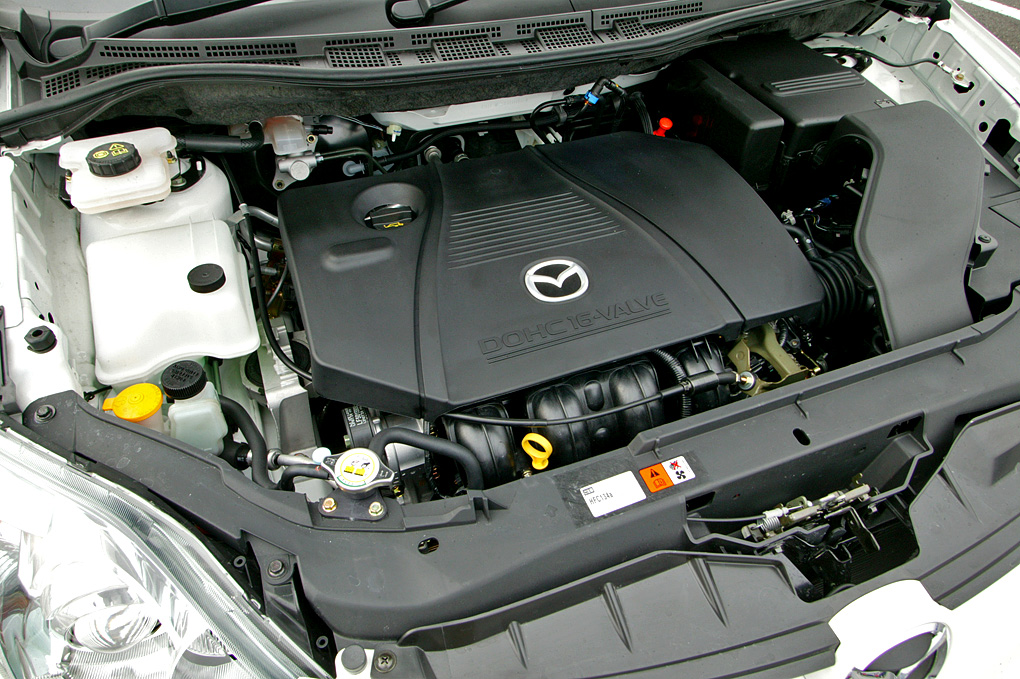
2.0L LF-DE型引擎

此系列引擎排氣量1,998c.c.，缸徑87.5mm、衝程83.1mm，壓縮比10.0:1，採DOHC、16氣門之設計。按機械結構之差異命名成：
- LF-DE型：最早先發展的基本型式。
- LF-VE型：增加S-VT可變氣門正時系統[2]，最大馬力145ps /6,500rpm，峰值扭力18.5kg·m / 4,500rpm。
- LF-VD型：增加DISI（Direct Injection Spark Ignition之縮寫）缸內直噴技術，最大馬力151ps / 6,200rpm，最大扭力19.7kg·m / 4,000rpm。

車型：
1. 2002年-2008年：第一代馬自達6
2. 2003年-2009年：第一代馬自達3
3. 2004年迄今：福特EcoSport（英语：Ford EcoSport）
4. 2005年-2010年：第二代馬自達5
5. 2005年迄今：第三代MX-5（歐洲）
6. 2008年迄今：Biante
7. 2008年-2012年：第二代馬自達6
8. 2009年迄今：第二代馬自達3
9. 2010年迄今：第三代馬自達5

## 2.0L（LF-VDS型）
排氣量、缸徑、衝程等與前述LF-VD型引擎相同，但是配置了新開發的i-Stop怠速熄火系統，能在駕駛者踩下煞車使汽車靜止時自動關閉引擎，放開煞車後重新啟動引擎，以達到節能環保的功效。日規版最大馬力150ps / 6,200rpm，峰值扭力19.0kg·m / 4,500rpm。車型：
1. 2009年迄今：第二代馬自達3
2. 2009年迄今：Biante
3. 2010年迄今：第三代馬自達5

## 2.3L（L3-DE型 / L3-VE型）
排氣量2,260c.c.的L3-DE型與搭配S-VT可變氣門正時技術的L3-VE型引擎，缸徑87.5mm、衝程94mm，採直列四缸、DOHC、16閥門之設計。其中日規版本壓縮比達10.6:1，最大馬力169hp / 6,500rpm，峰值扭力21.8kg·m / 4,000rpm；美規版本之壓縮比則為9.7:1，最大馬力156hp / 6,500rpm，峰值扭力150lbs·ft / 4,500rpm。車型：
1. 2000年-2010年：第一、二代馬自達Tribute
2. 2002年-2008年：第一代馬自達6
3. 2003年-2009年：第一代馬自達3
4. 2006年-2016年：第三代馬自達8
5. 2008年-2018年：馬自達Biante

## 2.3L DISI Turbo（L3-VDT型）
排氣量2,260c.c.的L3-VDT型之缸徑為87.5mm、衝程94.0mm，採直列四缸、DOHC、16閥門之設計，搭配DISI（Direct Injection Spark Ignition）缸內直噴技術與渦輪增壓，美規版可榨出274ps / 5,000rpm的最大馬力、38.7kg・m / 2,500rpm的峰值扭力；日規版則為264ps / 5,500rpm的最大馬力、38.7kg・m / 3,000rpm的最大扭力。此外，該具引擎也曾連續於2006年至2008年三年間獲選為華德十大最佳汽車引擎（Ward's 10 Best Engines）之殊榮。車型：
1. 2006年：Mazdaspeed Atenza / Mazdaspeed6 / Mazda 6 MPS
2. 2006年：Mazda 3 MPS / Mazdaspeed3
3. 2006年迄今：第三代MPV（僅限日本）
4. 2006年迄今：CX-7
5. 2007年：概念車葉風

## 2.5L（L5-VE型）
排氣量2,488c.c.的L5-VE型引擎之缸徑為89mm、衝程100mm，壓縮比9.7:1。採用直列四缸、DOHC、16閥門之設計，具S-VT可變氣門正時系統。美規版本最大馬力167hp / 6,000rpm、最大扭力168lbs·ft / 4,000rpm；澳規版本最大馬力164hp / 6,000rpm、峰值扭力227N·m / 4,000rpm。車型：
1. 2006年迄今：CX-7
2. 2008年-2012年：第二代馬自達6
3. 2008年迄今：第二代Tribute（北美洲地區）
4. 2009年迄今：第二代馬自達3
5. 2010年迄今：第二代BT-50
6. 2013年迄今：第三代馬自達8（中國地區）

## MZR-R型
在2006年年尾時，馬自達同意位於英國英格蘭埃塞克斯郡的先進引擎研究公司（Advanced Engine Research, Ltd.，通常縮寫成AER）開發MZR-R型引擎作為賽車競速用。此具2.0L MZR-R型引擎乃基於MZR引擎之汽缸本體，採直列四缸、渦輪增壓設計。這具引擎在2007年的美洲利曼系列賽（American Le Mans Series）中首度使用，由波多黎各裔職業賽車手赫拉爾多·博尼利亞（Gerardo Bonilla）領軍的馬自達車隊用來代替舊有的20B型轉子引擎。

## 內部連結
- 馬自達引擎列表
- 馬自達F族引擎
- 馬自達P族引擎
- 馬自達Z族引擎
- 馬自達MZR引擎

## 外部連結
- （英文）【MAZDA】MZR 2.0L DISI Engine （页面存档备份，存于）
- （日語）マツダ, L5-VE型エンジン